# کوین فینی
کوین فینی (انگلیسی: Kevin Finney؛ زادهٔ ۱۹ اکتبر ۱۹۶۹) بازیکن فوتبال اهل بریتانیا است.
از باشگاه‌هایی که در آن بازی کرده‌است می‌توان به باشگاه فوتبال لینکولن سیتی، باشگاه فوتبال استافورد رانجرز، باشگاه فوتبال پورت ویل و باشگاه فوتبال لیک تاون اشاره کرد.